# Candidatus Brocadia anammoxidans
Candidatus Brocadia anammoxidans (лат.) — вид анаэробных хемолитоавтотрофных кокковидных бактерий рода Candidatus Brocadia, впервые выделен из сооружений по очистке сточных вод в Делфте, Нидерланды, также были обнаружены в Чёрном море.
Представители вида способны к анаэробному окислению аммония сопряженному с восстановлением нитрита через стадии образования гидроксиламина и гидразина с образованием азота. Основным ферментом процесса анаэробного окисления аммония является гидроксиламин гидроксиредуктаза, фермент локализован в специализированных компартментах — анаммоксисомах. Анаммоксисомы окружены однослойной липидной мембраной, содержащей так называемые ладдераны — липиды, представляющие собой линейно связанные кольца циклобутана. Бактерия способна окислять аммоний совместно с другими хемолитоавтотрофами — представителями рода Nitrosomonas, осуществляющих первую стадию нитрификации аммония в аэробных условиях. Разработаны методы in situ детекции бактерий Candidatus Brocadia anammoxidans.

## Применение
Микроорганизмы, осуществляющие аэробное окисление аммония, давно используются в биоочистке сточных вод. Candidatus Brocadia anammoxidans также начала использоваться в биоочистке сточных вод от ионов аммония. Преимуществами Candidatus Brocadia anammoxidans перед аэробными нитрификаторами является отсутствие потребности в кислороде, продукция газообразного азота вместо нитрита и нитрата, как при процессах нитрификации, и более высокая технологичность, разрабатываются модели биореакторов, основанные на анаэробном окислении аммония, перспективно также использование бактерий в морских системах аквакультуры, проводятся работы по акклиматизации пресноводных анаэробных бактерий из рода Candidatus Brocadia к сточным водам с повышенной минерализацией.